# Fritz Reventlow
 Ikke at forveksle med Friedrich Reventlou.
Friedrich "Fritz" Karl Reventlow, 1755-1828, Greve, Diplomat,
var søn af overkammerherre Ditlev Reventlow (d. 1783) og
fødtes 31. Jan. 1755 Paa Altenhof, studerede 1769-73 i Gøttingen
og udnævntes ved sin Hjemkomst til Danmark sidstnævnte Aar til
Avskultant ved Overretterne paa Gottorp og i Glückstadt. 1775 fik
han som Raad Votum i Forhandlingerne. Aaret efter blev han
Kammerherre og udnævntes 1778 til Civildeputeret i Admiralitets-
og Kommissariatskollegiet. I Dec. 1780 blev han beskikket til
Gesandt i Stockholm, tiltraadte 1783, da han arvede Emkendorf
efter Faderen, en Rejse til Italien, fra hvilken han, ligesom fra
sin anden store Rejse 1795-97, medbragte en stor og værdifuld
Samling af Kunstværker, Malerier og Antikviteter, hvormed han
smykkede sit Hjem. I Avg. 1784 hjemkaldtes han fra Stockholm
og udnævntes i Juni Aaret efter til Afsending i London, hvilken
Stilling han beklædte til Avg. 1788. Udnævnt 1790 til, hvid Ridder
blev han 1800 beskikket til Gehejmeraad og Kurator for Universitetet
i Kiel. Hans Virksomhed i det sidstnævnte Embede har fra
forskjellig Side været Gjenstand for Kritik. Vel skyldes ham
Grundlæggelsen af en botanisk Have, et akademisk Laboratorium og et
filologisk Institut ved Universitetet, men i det store og hele
forsømte han de akademiske Forretninger, som han væsentlig kun
beskæftigede sig med for Fornøjelses Skyld, og protegerede et
Fakultet (det medicinske) i overdreven Grad frem for de andre. Størst
Uvilje vakte R. ved sit Forhold til Seminariet i Kiel. I Spidsen
for dette stod den Gang en af Stifteren Cramer anbefalet, dygtig
Pædagog, Professor H. Müller, hvis udpræget rationalistiske
Læresætninger vakte saa store Betænkeligheder hos R., der strængt holdt
paa den augsburgske Bekjendelse og hældede til den mystisk-fromme
Retning, at han 1805 afskedigede ham fra Embedet. I Müllers Sted
indkaldte R. den 80aarige, affældige Dr. theol. D. Hermes fra
Berlin, der aldeles ikke viste sig Stillingen voxen og allerede 1806
maatte nedlægge Posten. En Række af Stridsskrifter for og imod
R. udkom og tilspidsede Sagen. I April 1808 nedlagde han,
nærmest som Følge heraf, sit Embede i Kiel og udnævntes til
Gehejmekonferensraad. 1818 blev han Gesandt i Berlin, i hvilken
Stilling han forblev indtil sin Død, 28. Sept. 1828.
Anselm Feuerbach skildrer R. som en ualmindelig elskværdig,
kundskabsrig og talentfuld Mand. Han var af Middelstørrelse,
blond, med regelmæssige Ansigtstræk. Han var skabt til at være
Grandseigneur, men var ofte behersket af en Tilbøjelighed til at
modsige, som bevirkede, at man ved det første Bekjendtskab ikke
fik det bedste Indtryk af ham. Voss kalder ham en Mand med
sleben Verdenskløgt og sprudlende Lune. F. L. Stolberg fremhæver
hans Vid og Hang til Satire. R. var 2 Gange gift: 1. (1779)
med Frederikke Juliane f. Komtesse Schimmelmann; 2.
(5. April 1822) med Charlotte f. Grevinde Schlippenbach (f. 21.
Juni 1794 d. 1840), Datter af Carl Greve S. og Louise f. Baronesse
v. Reck. Begge Ægteskaber vare barnløse, og han adopterede
derfor sin første Hustrus Søstersønner, der fik Navn af Grever
Reventlow-Criminil og arvede Emkendorf.